# Квартал Гурдлар (Шуша)
Квартал Гурдлар (азерб. Qurdlar məhəlləsi) – один из нижних кварталов города Шуша, заложенный в XVIII веке. В этом квартале располагаются дом Зохраббекова, замок Кара Беюк-ханым, а также располагалось имение отца известного общественного деятеля, писателя, педагога Ахмед-бека Агаоглу.

## Известные здания на территории квартала
В квартале расположен замок Кара Беюк ханым. Это один из двух уцелевших замков на территории Шушинской крепости. Надпись над проёмом входа в замок гласит, что он был построен в 1182 году по хиджре (1768 год).
Ещё одно имение на территории квартала – дом Зохраббекова, построенный в XIX веке. После установления советской власти дом был конфискован, а впоследствии переделан в художественную галерею.
В квартале Гурдлар также располагался дом, в котором родился и вырос Ахмед-бек Агаоглу. В советское время  это здание использовалось как учреждение и предприятие, пансионат и школа. Среди местного населения оно было известно как «Лесная школа».
После восстановления контроля над городом Шуша азербайджанской армией «Всеобщий центр тюркских очагов», учреждённый в доме Ахмед-бека Агаоглу и имеющий головной офис в Анкаре, обратился к азербайджанскому государству с просьбой разрешить восстановить разрушенный дом Агаоглу за свой счёт.

## Фотографии

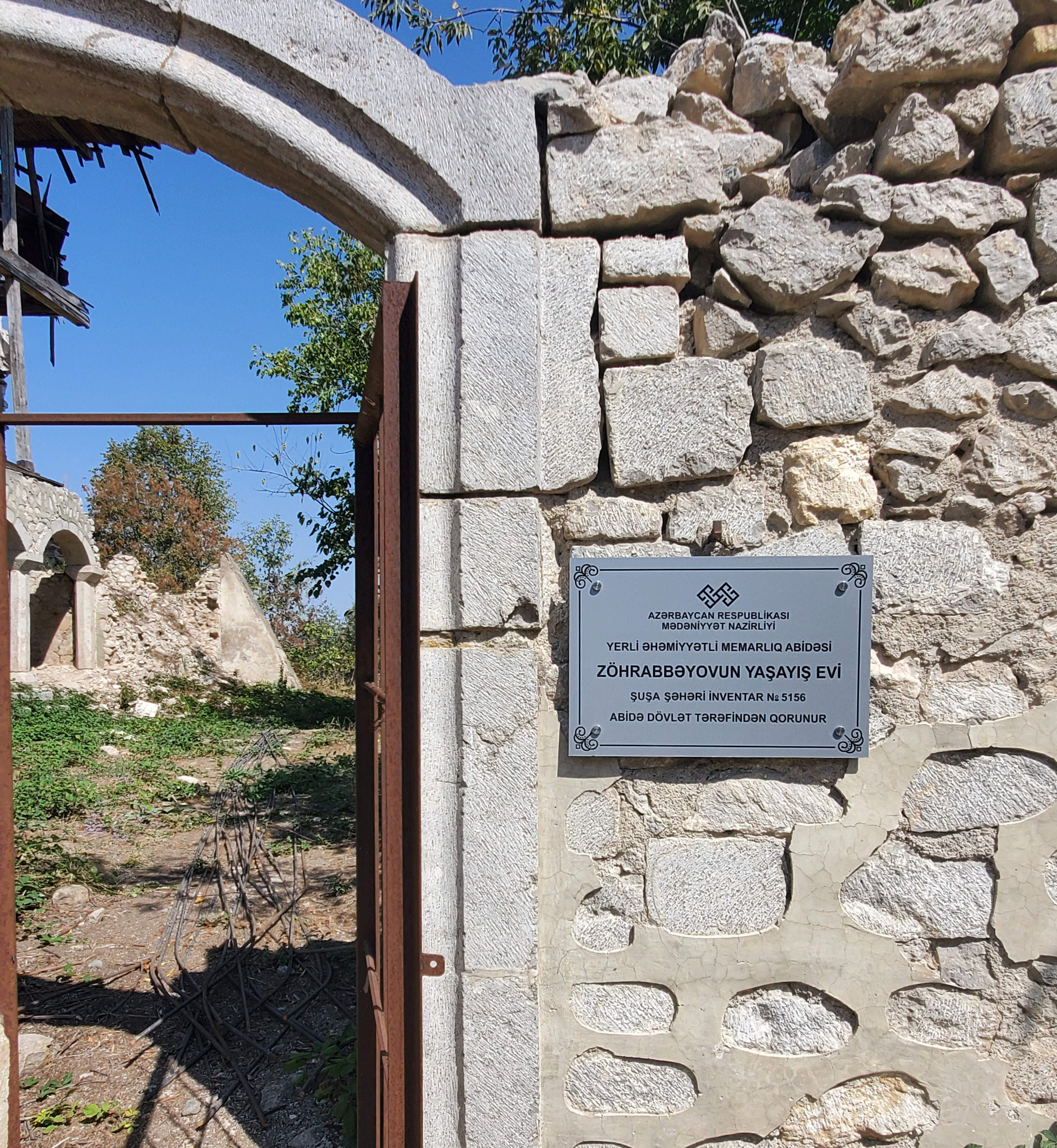
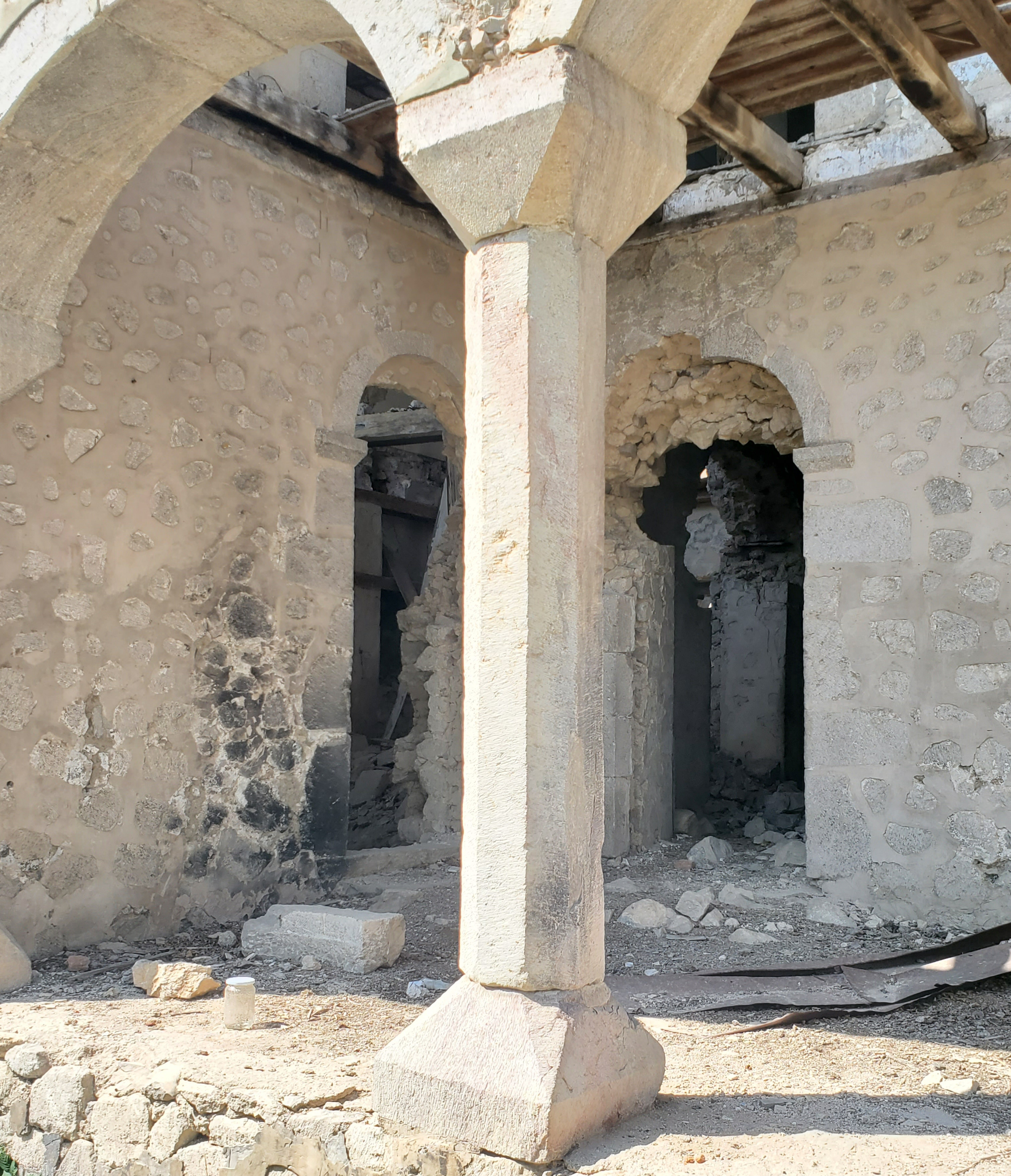
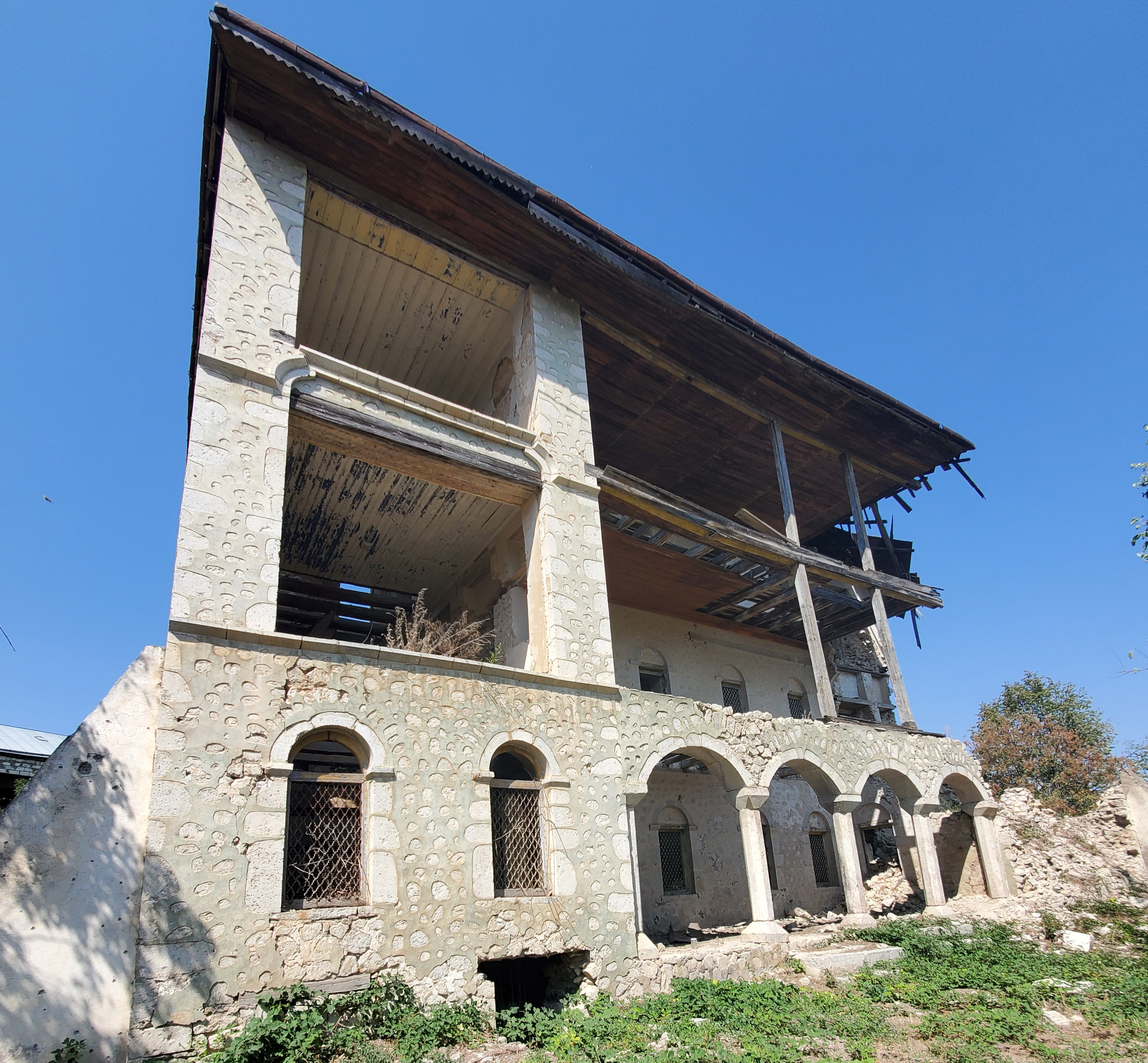
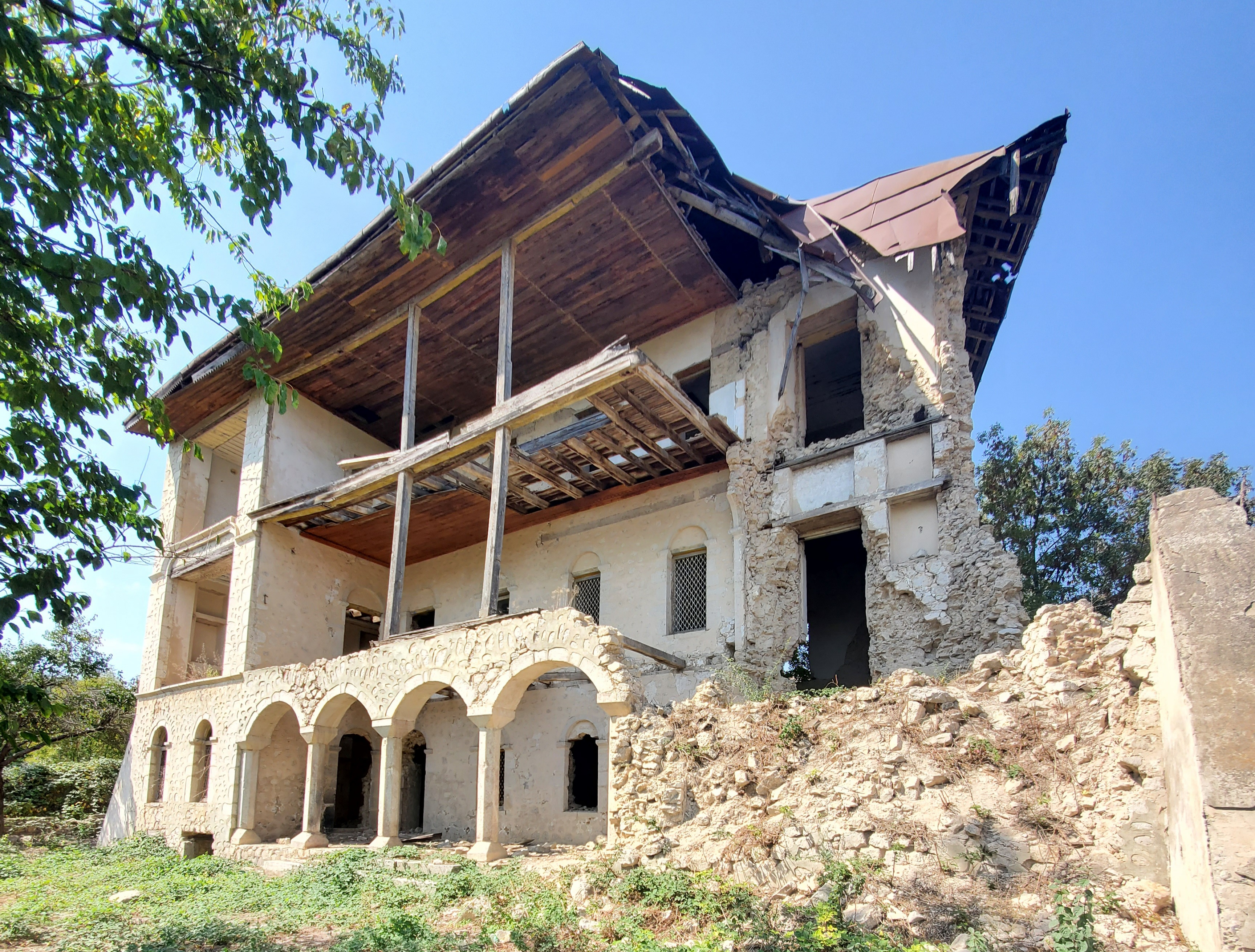
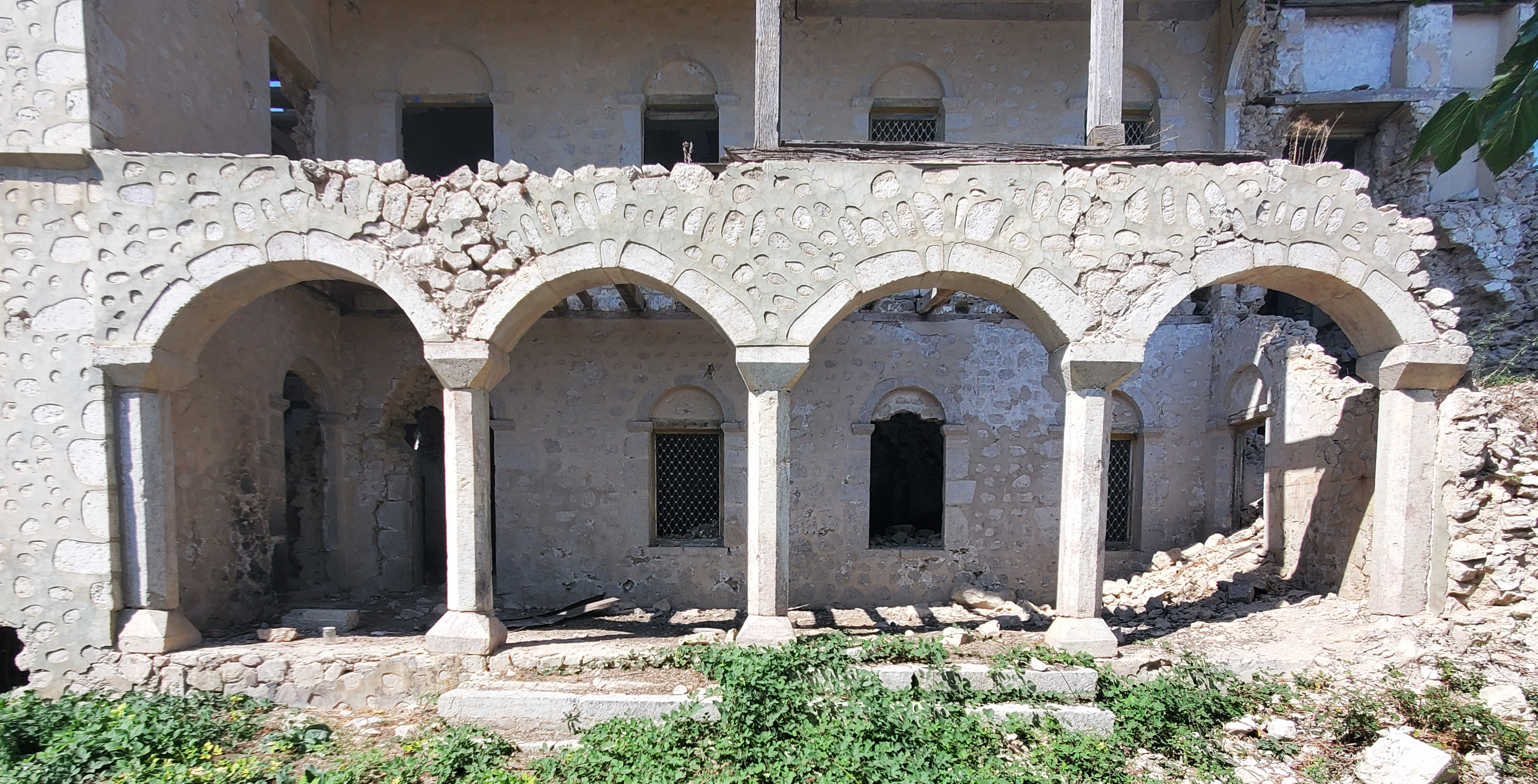